# Seisaku Nakamura
Seisaku Nakamura (中村 誠策 Nakamura Seisaku?,  ca.1924 - ca.1943) fue un adolescente y asesino en serie japonés. También conocido como el Asesino sordo de Hamamatsu.
Apuñaló hasta la muerte a al menos nueve personas, incluyendo varias adolescentes, en la Prefectura de Shizuoka.

## Primeros años
Seisaku Nakamura nació en Shizuoka, Japón. Pese a ser sordo, era muy inteligente y alcanzó altas calificaciones en la escuela. Nunca fue tratado bien por su familia, lo que dio lugar a que en él florezcan agresivos comportamientos sociales.
Disfrutaba viendo películas donde los hombres usaban la katana para asesinar personas. Su deseo era apuñalar gente fatalmente.

## Asesinatos
Según su propio testimonio, intentó violar a dos mujeres, pero como ellas se resistieron, él terminó asesinándolas el 22 de agosto de 1938. Tenía 14 años cuando esto ocurrió. Sin embargo, pese a su testimonio, estos dos crímenes suelen ser excluidos de su lista de asesinatos.
El 18 de agosto de 1941, a la edad de 17 años, Seisaku Nakamura acabó con la vida de una tercera mujer, además de herir a una cuarta. El 20 de agosto otras tres personas fueron encontradas sin vida, asesinadas por Nakamura. El 27 de septiembre, asesina a su hermano, además de herir a su padre, hermana, la esposa y el hijo de su hermano. El 30 de agosto de 1942, asesina a una pareja, su hija y su hijo. Además, intenta violar a otra hija de la pareja, pero desiste rápidamente.
La información en prensa sobre los crímenes fue restringida porque muchos creían que estas noticias causarían excesivos problemas durante la ya tensa época de guerra, por lo que Nakamura tardó en ser detenido más de lo que probablemente sería en situación normal. Su familia sabía que él era el responsable, pero no denunció temiendo venganza y vergüenza.

## Arresto, juicio y ejecución
Fue arrestado el 12 de octubre de 1942 y acusado de nueve asesinatos. Pese a esto, admitió dos asesinatos más. El 11 de noviembre, su padre, Fumisada Nakamura (中村 文貞 Nakamura Fumisada?) se suicidó.
Fue juzgado como un adulto bajo la Ley Militar que se aplicaba en la época; Senji Keiji Tokubetsu Hou (戦時刑事特別法?). Los doctores que lo examinaron dijeron que no era imputable debido a que era insano. Sin embargo, el juicio terminó rápidamente, en el cual fue sentenciado a muerte. Fue ejecutado poco tiempo después.